# モーメント

固定された回転軸をもつ系に対して、力を作用させた時の物理量の関係。力のモーメント と位置ベクトル と力 との関係（上の式）、および運動量のモーメント（角運動量） と位置ベクトル と運動量 との関係（下の式）。

力学において、原点 O から点 P へ向かう位置ベクトル {\displaystyle {\vec {r}}} と、点 P におけるベクトル量 {\displaystyle {\vec {A}}} との外積（ベクトル積） {\displaystyle {\vec {r}}\times {\vec {A}}} を、O 点まわりの {\displaystyle {\vec {A}}} のモーメント（英語：moment）あるいは能率という。また、ある軸まわりのモーメントは、ある軸方向の単位ベクトルを {\displaystyle {\vec {\lambda }}} とすると、混合3重積{\displaystyle {\vec {\lambda }}\cdot ({\vec {r}}\times {\vec {A}})}
で表される。こちらはスカラー量である。モーメントは、しばしば物体の回転運動を記述する際に利用される。

## 運動量のモーメント（角運動量）
例えば点 P （位置ベクトルは{\displaystyle {\vec {r}}} ）にある質点が運動量 {\displaystyle {\vec {p}}} を持って運動しているとすると、運動量のモーメントは {\displaystyle {\vec {r}}\times {\vec {p}}} と記述される。ここで、もし {\displaystyle {\vec {p}}} が {\displaystyle {\vec {r}}} に平行であるならば {\displaystyle {\vec {r}}\times {\vec {p}}} は 0 となり、原点 O にいる観測者には、質点が {\displaystyle {\vec {r}}} 方向に沿って自分から遠ざかって行くか、あるいは自分に向かって近づいてくるように見えるだけである。しかし、{\displaystyle {\vec {r}}\times {\vec {p}}} が 0 でなければ、運動量 {\displaystyle {\vec {p}}} は {\displaystyle {\vec {r}}} に垂直な成分を持ち、原点 O にいる観測者には、質点が自分のまわりを回転するように見えるであろう。それゆえ、{\displaystyle {\vec {r}}\times {\vec {p}}} は質点の回転運動を表す一つの量と考えることができる。これは一般に角運動量と呼ばれる。

## 力のモーメント、トルク
一方、{\displaystyle {\vec {A}}} として質点に作用する力 {\displaystyle {\vec {F}}} を考えることもできる。この場合は、{\displaystyle {\vec {r}}\times {\vec {F}}} は力のモーメントと呼ばれ、角運動量の時間変化に関係する量となる。ある決まった回転軸のまわりの力のモーメントをトルクと呼ぶ。